# Železniční trať Lhotka u Mělníka – Střednice
Železniční trať Lhotka u Mělníka – Střednice je zaniklá jednokolejná regionální trať využívaná hlavně pro přepravu cukrové řepy. Byla odbočkou trati Mělník - Mladá Boleslav, byla dlouhá 2,8 km a nacházely se na ní jen dvě stanice: Lhotka u Mělníka a Střednice.

## Historie
Nákladní provoz byl zahájen roku 1896, osobní o rok později. Trať sloužila hlavně pro přepravu cukrové řepy do mělnického cukrovaru, proto také jinak poměrně slabá doprava značně narostla v období řepných kampaní. Osobní doprava nebyla nikdy významná, vrcholu dosáhla asi roku 1921, kdy jezdily 4 páry vlaků denně. 1. července 1933 byla zastavena. Roku 1970 byla zastavena i nákladní doprava, když byla veškerá přeprava řepy převedena na silnici. Roku 1975 byla trať úředně zrušena, roku 1978 byl snesen železniční svršek a trať tak úplně zanikla. Těleso se v současné době částečně používá jako lesní cesta.
Do roku 1907 provozovala vlaky na této trati společnost Rakouská severozápadní dráha, poté státní dráhy.
V roce 1914 přišli místní zájemci s návrhem prodloužit trať přes Kokořín až do Dubé, kvůli začátku 1. světové války už k prodloužení nikdy nedošlo.
| 1912 léto  | 114f Melnik – Alt Paka | 1 Os, 2 Sm                                      |                                                 |                                                 |
| 1921       | 131 Lhotka – Střednice | 4 Sm                                            |                                                 |                                                 |
| od r. 1933 | bez osobní dopravy     | Vysvětlivky Sm – smíšený vlak, Os – osobní vlak | Vysvětlivky Sm – smíšený vlak, Os – osobní vlak | Vysvětlivky Sm – smíšený vlak, Os – osobní vlak |

## Navazující tratě

### Lhotka u Mělníka
- Železniční trať Mladá Boleslav – Mšeno – Mělník